# Miami 2 Ibiza
Miami 2 Ibiza är en singel av house-trion Swedish House Mafia (Steve Angello, Axwell & Sebastian Ingrosso). Musikvideon har setts över 50 miljoner gånger på Youtube. Låten är en av flera hits ur albumet Until One. Miami 2 Ibiza finns som instrumental Mix och som originallåt ihop med den brittiske rapparen Tinie Tempah.